# 野呂浩良
野呂 浩良（のろ ひろよし、1980年（昭和55年）10月6日 - ）は、日本の実業家、起業家。東京農業大学を卒業し、株式会社リクルートなど複数の企業を渡り歩き、2014年6月に個人事業主として独立。2015年に株式会社DIVE INTO CODEを起業し、現在同社の代表取締役／Founder CEO。

## 来歴[2]
神奈川県南足柄市で生誕。神奈川県立小田原高等学校を経て、2003年に東京農業大学を卒業。
2003年4月 - 2006年4月　株式会社すみや
2006年4月 - 2009年10月　株式会社リクルート
2009年10月 - 2013年11月　株式会社ワークスアプリケーションズ
2013年11月 - 2014年4月　株式会社プロスタンダード
2014年6月より個人事業主として開業
2015年4月　株式会社DIVE INTO CODEを創業

## 人物
29歳未経験からワークスアプリケーションズの問題解決能力発掘プログラムを突破し、「何でも考え抜けば実現できる思考」が開眼。独立・起業過程でエンジニア人材の不足を痛感し、プロのエンジニアになるために挑戦する人がチャンスをつかめる「DIVE INTO CODE」を創業。